# Arctic Race of Norway 2021
L'Arctic Race of Norway 2021, 8a edició de l'Arctic Race of Norway, es disputà entre el 7 i el 8 d'agost de 2021 sobre un recorregut de 647,5 km repartits quatre etapes. L'inici de la cursa va tenir lloc a Tromsø, mentre el final fou a Harstad. La cursa formava part del calendari de l'UCI ProSeries 2021, amb una categoria 2.Pro.
El vencedor final fou el belga Ben Hermans (Israel Start-Up Nation). L'acompanyaren al podi el noruec Odd Christian Eiking (Intermarché-Wanty-Gobert Matériaux) i el francès Victor Lafay (Cofidis).

## Equips
L'organització convidà a prendre part en la cursa a set equips UCI WorldTeams, deu equips continentals professionals, un equips continentals i una selecció nacionl:
| WorldTeams (7)- AG2R Citroën Team - Astana-Premier Tech - Bora-Hansgrohe - Cofidis - Intermarché-Wanty-Gobert Matériaux - Israel Start-Up Nation - Qhubeka NextHash ProTeams (10)- Alpecin-Fenix - B&B Hotels p/b KTM - Bingoal Pauwels Sauces WB - Burgos-BH - Delko - Euskaltel-Euskadi - Sport Vlaanderen-Baloise - Arkéa-Samsic - TotalEnergies - Uno-X Pro Cycling Team Equip continental- Coop Equip nacional- Noruega |
| |

## Etapes
| Etapa    | Data     | Ciutats d'etapa            | type              | Distància (km) | Vencedor de l'etapa | Líder de la general |
| -------- | -------- | -------------------------- | ----------------- | -------------- | ------------------- | ------------------- |
| 1a etapa | 5 de ago | Tromsø – Tromsø            | etapa accidentada | 166            | Markus Hoelgaard    | Markus Hoelgaard    |
| 2a etapa | 6 de ago | Nordkjosbotn – Kilpisjärvi | etapa accidentada | 172            | Martin Laas         | Alexander Kristoff  |
| 3a etapa | 7 de ago | Finnsnes – Målselv         | etapa de muntanya | 148,5          | Ben Hermans         | Ben Hermans         |
| 4a etapa | 8 de ago | Gratangen – Harstad        | etapa accidentada | 161            | Philipp Walsleben   | Ben Hermans         |

### Etapa 1
| \| Classificació de l'etapa \| Classificació de l'etapa \| Classificació de l'etapa \| Classificació de l'etapa \| Classificació de l'etapa \| \| Corredor \| Corredor \| Equip \| Temps \| \| \| ------------------------ \| ------------------------ \| ---------------------------------- \| ------------------------ \| ------------------------ \| \| 1r \| Markus Hoelgaard \| Uno-X Pro Cycling Team \| 3h 11' 29" \| \| \| 2n \| Alexander Kristoff \| Noruega \| + 2" \| \| \| 3r \| Bryan Coquard \| B&B Hotels p/b KTM \| + 2" \| \| \| 4t \| Antonio Jesús Soto \| Euskaltel-Euskadi \| + 2" \| \| \| 5è \| Kristian Aasvold \| Team Coop \| + 2" \| \| \| 6è \| Antonio Angulo \| Euskaltel-Euskadi \| + 2" \| \| \| 7è \| Warren Barguil \| Arkéa-Samsic \| + 2" \| \| \| 8è \| Clément Venturini \| AG2R Citroën Team \| + 2" \| \| \| 9è \| Aimé De Gendt \| Intermarché-Wanty-Gobert Matériaux \| + 2" \| \| \| 10è \| Odd Christian Eiking \| Intermarché-Wanty-Gobert Matériaux \| + 2" \| \| |                      |                                    |            |
| |                      |                                    |            |
| Font: ProCyclingStats |                      |                                    |            |
| Classificació de l'etapa |                      |                                    |            |
| Corredor | Corredor             | Equip                              | Temps      |
| 1r | Markus Hoelgaard     | Uno-X Pro Cycling Team             | 3h 11' 29" |
| 2n | Alexander Kristoff   | Noruega                            | + 2"       |
| 3r | Bryan Coquard        | B&B Hotels p/b KTM                 | + 2"       |
| 4t | Antonio Jesús Soto   | Euskaltel-Euskadi                  | + 2"       |
| 5è | Kristian Aasvold     | Team Coop                          | + 2"       |
| 6è | Antonio Angulo       | Euskaltel-Euskadi                  | + 2"       |
| 7è | Warren Barguil       | Arkéa-Samsic                       | + 2"       |
| 8è | Clément Venturini    | AG2R Citroën Team                  | + 2"       |
| 9è | Aimé De Gendt        | Intermarché-Wanty-Gobert Matériaux | + 2"       |
| 10è | Odd Christian Eiking | Intermarché-Wanty-Gobert Matériaux | + 2"       |

| \| Classificació general \| Classificació general \| Classificació general \| Classificació general \| Classificació general \| \| Corredor \| Corredor \| Equip \| Temps \| \| \| --------------------- \| --------------------- \| ---------------------------------- \| --------------------- \| --------------------- \| \| 1r \| Markus Hoelgaard \| Uno-X Pro Cycling Team \| 3h 11' 19" \| \| \| 2n \| Alexander Kristoff \| Noruega \| + 6" \| \| \| 3r \| Bryan Coquard \| B&B Hotels p/b KTM \| + 8" \| \| \| 4t \| Kristian Aasvold \| Team Coop \| + 9" \| \| \| 5è \| Samuele Battistella \| Astana-Premier Tech \| + 10" \| \| \| 6è \| Antonio Jesús Soto \| Euskaltel-Euskadi \| + 11" \| \| \| 7è \| Antonio Angulo \| Euskaltel-Euskadi \| + 12" \| \| \| 8è \| Warren Barguil \| Arkéa-Samsic \| + 12" \| \| \| 9è \| Clément Venturini \| AG2R Citroën Team \| + 12" \| \| \| 10è \| Aimé De Gendt \| Intermarché-Wanty-Gobert Matériaux \| + 12" \| \| |                     |                                    |            |
| |                     |                                    |            |
| Font: ProCyclingStats |                     |                                    |            |
| Classificació general |                     |                                    |            |
| Corredor | Corredor            | Equip                              | Temps      |
| 1r | Markus Hoelgaard    | Uno-X Pro Cycling Team             | 3h 11' 19" |
| 2n | Alexander Kristoff  | Noruega                            | + 6"       |
| 3r | Bryan Coquard       | B&B Hotels p/b KTM                 | + 8"       |
| 4t | Kristian Aasvold    | Team Coop                          | + 9"       |
| 5è | Samuele Battistella | Astana-Premier Tech                | + 10"      |
| 6è | Antonio Jesús Soto  | Euskaltel-Euskadi                  | + 11"      |
| 7è | Antonio Angulo      | Euskaltel-Euskadi                  | + 12"      |
| 8è | Warren Barguil      | Arkéa-Samsic                       | + 12"      |
| 9è | Clément Venturini   | AG2R Citroën Team                  | + 12"      |
| 10è | Aimé De Gendt       | Intermarché-Wanty-Gobert Matériaux | + 12"      |

### Etapa 2
| \| Classificació de l'etapa \| Classificació de l'etapa \| Classificació de l'etapa \| Classificació de l'etapa \| Classificació de l'etapa \| \| Corredor \| Corredor \| Equip \| Temps \| \| \| ------------------------ \| ------------------------ \| ---------------------------------- \| ------------------------ \| ------------------------ \| \| 1r \| Martin Laas \| Bora-Hansgrohe \| 3h 56' 14" \| \| \| 2n \| Alexander Kristoff \| Noruega \| + 0" \| \| \| 3r \| Danny van Poppel \| Intermarché-Wanty-Gobert Matériaux \| + 0" \| \| \| 4t \| Rudy Barbier \| Israel Start-Up Nation \| + 0" \| \| \| 5è \| Manuel Peñalver \| Burgos-BH \| + 0" \| \| \| 6è \| Arne Marit \| Sport Vlaanderen-Baloise \| + 0" \| \| \| 7è \| Tom Devriendt \| Intermarché-Wanty-Gobert Matériaux \| + 0" \| \| \| 8è \| Bram Welten \| Arkéa-Samsic \| + 0" \| \| \| 9è \| Edvald Boasson Hagen \| TotalEnergies \| + 0" \| \| \| 10è \| Bryan Coquard \| B&B Hotels p/b KTM \| + 0" \| \| |                      |                                    |            |
| |                      |                                    |            |
| Font: ProCyclingStats |                      |                                    |            |
| Classificació de l'etapa |                      |                                    |            |
| Corredor | Corredor             | Equip                              | Temps      |
| 1r | Martin Laas          | Bora-Hansgrohe                     | 3h 56' 14" |
| 2n | Alexander Kristoff   | Noruega                            | + 0"       |
| 3r | Danny van Poppel     | Intermarché-Wanty-Gobert Matériaux | + 0"       |
| 4t | Rudy Barbier         | Israel Start-Up Nation             | + 0"       |
| 5è | Manuel Peñalver      | Burgos-BH                          | + 0"       |
| 6è | Arne Marit           | Sport Vlaanderen-Baloise           | + 0"       |
| 7è | Tom Devriendt        | Intermarché-Wanty-Gobert Matériaux | + 0"       |
| 8è | Bram Welten          | Arkéa-Samsic                       | + 0"       |
| 9è | Edvald Boasson Hagen | TotalEnergies                      | + 0"       |
| 10è | Bryan Coquard        | B&B Hotels p/b KTM                 | + 0"       |

| \| Classificació general \| Classificació general \| Classificació general \| Classificació general \| Classificació general \| \| Corredor \| Corredor \| Equip \| Temps \| \| \| --------------------- \| --------------------- \| ---------------------- \| --------------------- \| --------------------- \| \| 1r \| Alexander Kristoff \| Noruega \| 7h 07' 33" \| \| \| 2n \| Markus Hoelgaard \| Uno-X Pro Cycling Team \| + 0" \| \| \| 3r \| Bryan Coquard \| B&B Hotels p/b KTM \| + 8" \| \| \| 4t \| Kristian Aasvold \| Team Coop \| + 9" \| \| \| 5è \| Samuele Battistella \| Astana-Premier Tech \| + 10" \| \| \| 6è \| Antonio Jesús Soto \| Euskaltel-Euskadi \| + 11" \| \| \| 7è \| Laurent Pichon \| Arkéa-Samsic \| + 11" \| \| \| 8è \| Dries Van Gestel \| TotalEnergies \| + 12" \| \| \| 9è \| Antonio Angulo \| Euskaltel-Euskadi \| + 12" \| \| \| 10è \| Axel Zingle \| Cofidis \| + 12" \| \| |                     |                        |            |
| |                     |                        |            |
| Font: ProCyclingStats |                     |                        |            |
| Classificació general |                     |                        |            |
| Corredor | Corredor            | Equip                  | Temps      |
| 1r | Alexander Kristoff  | Noruega                | 7h 07' 33" |
| 2n | Markus Hoelgaard    | Uno-X Pro Cycling Team | + 0"       |
| 3r | Bryan Coquard       | B&B Hotels p/b KTM     | + 8"       |
| 4t | Kristian Aasvold    | Team Coop              | + 9"       |
| 5è | Samuele Battistella | Astana-Premier Tech    | + 10"      |
| 6è | Antonio Jesús Soto  | Euskaltel-Euskadi      | + 11"      |
| 7è | Laurent Pichon      | Arkéa-Samsic           | + 11"      |
| 8è | Dries Van Gestel    | TotalEnergies          | + 12"      |
| 9è | Antonio Angulo      | Euskaltel-Euskadi      | + 12"      |
| 10è | Axel Zingle         | Cofidis                | + 12"      |

### Etapa 3
| \| Classificació de l'etapa \| Classificació de l'etapa \| Classificació de l'etapa \| Classificació de l'etapa \| Classificació de l'etapa \| \| Corredor \| Corredor \| Equip \| Temps \| \| \| ------------------------ \| ------------------------ \| ---------------------------------- \| ------------------------ \| ------------------------ \| \| 1r \| Ben Hermans \| Israel Start-Up Nation \| 4h 14' 28" \| \| \| 2n \| Odd Christian Eiking \| Intermarché-Wanty-Gobert Matériaux \| + 0" \| \| \| 3r \| Victor Lafay \| Cofidis \| + 0" \| \| \| 4t \| Samuele Battistella \| Astana-Premier Tech \| + 12" \| \| \| 5è \| Eduard Prades i Reverter \| Delko \| + 19" \| \| \| 6è \| Kristian Aasvold \| Team Coop \| + 19" \| \| \| 7è \| Andreas Leknessund \| Noruega \| + 19" \| \| \| 8è \| Antonio Jesús Soto \| Euskaltel-Euskadi \| + 19" \| \| \| 9è \| Pelayo Sánchez Mayo \| Burgos-BH \| + 19" \| \| \| 10è \| Torstein Træen \| Uno-X Pro Cycling Team \| + 22" \| \| |                          |                                    |            |
| |                          |                                    |            |
| Font: ProCyclingStats |                          |                                    |            |
| Classificació de l'etapa |                          |                                    |            |
| Corredor | Corredor                 | Equip                              | Temps      |
| 1r | Ben Hermans              | Israel Start-Up Nation             | 4h 14' 28" |
| 2n | Odd Christian Eiking     | Intermarché-Wanty-Gobert Matériaux | + 0"       |
| 3r | Victor Lafay             | Cofidis                            | + 0"       |
| 4t | Samuele Battistella      | Astana-Premier Tech                | + 12"      |
| 5è | Eduard Prades i Reverter | Delko                              | + 19"      |
| 6è | Kristian Aasvold         | Team Coop                          | + 19"      |
| 7è | Andreas Leknessund       | Noruega                            | + 19"      |
| 8è | Antonio Jesús Soto       | Euskaltel-Euskadi                  | + 19"      |
| 9è | Pelayo Sánchez Mayo      | Burgos-BH                          | + 19"      |
| 10è | Torstein Træen           | Uno-X Pro Cycling Team             | + 22"      |

| \| Classificació general \| Classificació general \| Classificació general \| Classificació general \| Classificació general \| \| Corredor \| Corredor \| Equip \| Temps \| \| \| --------------------- \| ------------------------ \| ---------------------------------- \| --------------------- \| --------------------- \| \| 1r \| Ben Hermans \| Israel Start-Up Nation \| 11h 22' 03" \| \| \| 2n \| Odd Christian Eiking \| Intermarché-Wanty-Gobert Matériaux \| + 4" \| \| \| 3r \| Victor Lafay \| Cofidis \| + 6" \| \| \| 4t \| Samuele Battistella \| Astana-Premier Tech \| + 20" \| \| \| 5è \| Kristian Aasvold \| Team Coop \| + 26" \| \| \| 6è \| Antonio Jesús Soto \| Euskaltel-Euskadi \| + 28" \| \| \| 7è \| Eduard Prades i Reverter \| Delko \| + 29" \| \| \| 8è \| Andreas Leknessund \| Noruega \| + 29" \| \| \| 9è \| Warren Barguil \| Arkéa-Samsic \| + 32" \| \| \| 10è \| Jacob Eriksson \| Team Coop \| + 36" \| \| |                          |                                    |             |
| |                          |                                    |             |
| Font: ProCyclingStats |                          |                                    |             |
| Classificació general |                          |                                    |             |
| Corredor | Corredor                 | Equip                              | Temps       |
| 1r | Ben Hermans              | Israel Start-Up Nation             | 11h 22' 03" |
| 2n | Odd Christian Eiking     | Intermarché-Wanty-Gobert Matériaux | + 4"        |
| 3r | Victor Lafay             | Cofidis                            | + 6"        |
| 4t | Samuele Battistella      | Astana-Premier Tech                | + 20"       |
| 5è | Kristian Aasvold         | Team Coop                          | + 26"       |
| 6è | Antonio Jesús Soto       | Euskaltel-Euskadi                  | + 28"       |
| 7è | Eduard Prades i Reverter | Delko                              | + 29"       |
| 8è | Andreas Leknessund       | Noruega                            | + 29"       |
| 9è | Warren Barguil           | Arkéa-Samsic                       | + 32"       |
| 10è | Jacob Eriksson           | Team Coop                          | + 36"       |

### Etapa 4
| \| Classificació de l'etapa \| Classificació de l'etapa \| Classificació de l'etapa \| Classificació de l'etapa \| Classificació de l'etapa \| \| Corredor \| Corredor \| Equip \| Temps \| \| \| ------------------------ \| ------------------------ \| ---------------------------------- \| ------------------------ \| ------------------------ \| \| 1r \| Philipp Walsleben \| Alpecin-Fenix \| 3h 41' 40" \| \| \| 2n \| Niki Terpstra \| TotalEnergies \| + 0" \| \| \| 3r \| Alexandre Delettre \| Delko \| + 17" \| \| \| 4t \| Odd Christian Eiking \| Intermarché-Wanty-Gobert Matériaux \| + 17" \| \| \| 5è \| Erik Nordsæter Resell \| Uno-X Pro Cycling Team \| + 19" \| \| \| 6è \| Warren Barguil \| Arkéa-Samsic \| + 19" \| \| \| 7è \| Axel Zingle \| Cofidis \| + 19" \| \| \| 8è \| Bryan Coquard \| B&B Hotels p/b KTM \| + 19" \| \| \| 9è \| Victor Lafay \| Cofidis \| + 19" \| \| \| 10è \| Petr Vakoč \| Alpecin-Fenix \| + 19" \| \| |                       |                                    |            |
| |                       |                                    |            |
| Font: ProCyclingStats |                       |                                    |            |
| Classificació de l'etapa |                       |                                    |            |
| Corredor | Corredor              | Equip                              | Temps      |
| 1r | Philipp Walsleben     | Alpecin-Fenix                      | 3h 41' 40" |
| 2n | Niki Terpstra         | TotalEnergies                      | + 0"       |
| 3r | Alexandre Delettre    | Delko                              | + 17"      |
| 4t | Odd Christian Eiking  | Intermarché-Wanty-Gobert Matériaux | + 17"      |
| 5è | Erik Nordsæter Resell | Uno-X Pro Cycling Team             | + 19"      |
| 6è | Warren Barguil        | Arkéa-Samsic                       | + 19"      |
| 7è | Axel Zingle           | Cofidis                            | + 19"      |
| 8è | Bryan Coquard         | B&B Hotels p/b KTM                 | + 19"      |
| 9è | Victor Lafay          | Cofidis                            | + 19"      |
| 10è | Petr Vakoč            | Alpecin-Fenix                      | + 19"      |

## Classificació final
| \| Classificació general \| Classificació general \| Classificació general \| Classificació general \| Classificació general \| \| Corredor \| Corredor \| Equip \| Temps \| \| \| --------------------- \| ------------------------ \| ---------------------------------- \| --------------------- \| --------------------- \| \| 1r \| Ben Hermans \| Israel Start-Up Nation \| 15h 04' 02" \| \| \| 2n \| Odd Christian Eiking \| Intermarché-Wanty-Gobert Matériaux \| + 2" \| \| \| 3r \| Victor Lafay \| Cofidis \| + 6" \| \| \| 4t \| Samuele Battistella \| Astana-Premier Tech \| + 20" \| \| \| 5è \| Kristian Aasvold \| Team Coop \| + 26" \| \| \| 6è \| Eduard Prades i Reverter \| Delko \| + 29" \| \| \| 7è \| Andreas Leknessund \| Noruega \| + 29" \| \| \| 8è \| Warren Barguil \| Arkéa-Samsic \| + 32" \| \| \| 9è \| Jacob Eriksson \| Team Coop \| + 36" \| \| \| 10è \| Torstein Træen \| Uno-X Pro Cycling Team \| + 50" \| \| |                          |                                    |             |
| |                          |                                    |             |
| Font: ProCyclingStats |                          |                                    |             |
| Classificació general |                          |                                    |             |
| Corredor | Corredor                 | Equip                              | Temps       |
| 1r | Ben Hermans              | Israel Start-Up Nation             | 15h 04' 02" |
| 2n | Odd Christian Eiking     | Intermarché-Wanty-Gobert Matériaux | + 2"        |
| 3r | Victor Lafay             | Cofidis                            | + 6"        |
| 4t | Samuele Battistella      | Astana-Premier Tech                | + 20"       |
| 5è | Kristian Aasvold         | Team Coop                          | + 26"       |
| 6è | Eduard Prades i Reverter | Delko                              | + 29"       |
| 7è | Andreas Leknessund       | Noruega                            | + 29"       |
| 8è | Warren Barguil           | Arkéa-Samsic                       | + 32"       |
| 9è | Jacob Eriksson           | Team Coop                          | + 36"       |
| 10è | Torstein Træen           | Uno-X Pro Cycling Team             | + 50"       |

## Evolució de les classificacions
| Etapa                  | Vencedor               | Classificació general | Classificació per punts | Classificació de la muntanya | Classificació dels joves | Classificació per equips | Combativitat     |
| ---------------------- | ---------------------- | --------------------- | ----------------------- | ---------------------------- | ------------------------ | ------------------------ | ---------------- |
| 1                      | Markus Hoelgaard       | Markus Hoelgaard      | Markus Hoelgaard        | Gleb Brussenskiy             | Samuele Battistella      | Noruega                  | Alexis Gougeard  |
| 2                      | Martin Laas            | Alexander Kristoff    | Alexander Kristoff      | Fredrik Dversnes             | Samuele Battistella      | Noruega                  | Jimmy Janssens   |
| 3                      | Ben Hermans            | Ben Hermans           | Alexander Kristoff      | Fredrik Dversnes             | Victor Lafay             | Astana-Premier Tech      | Fredrik Dversnes |
| 4                      | Philipp Walsleben      | Ben Hermans           | Alexander Kristoff      | Fredrik Dversnes             | Victor Lafay             | Astana-Premier Tech      | Niki Terpstra    |
| Classificacions finals | Classificacions finals | Ben Hermans           | Alexander Kristoff      | Fredrik Dversnes             | Victor Lafay             | Astana-Premier Tech      | no entregat      |